# Cedusa concava
Cedusa concava är en insektsart som beskrevs av Yang och Wu 1993. Cedusa concava ingår i släktet Cedusa och familjen Derbidae. Inga underarter finns listade i Catalogue of Life.